# Willy Kreitz
Willy Kreitz, född 21 september 1903 i Antwerpen och död 3 juli 1982 Uccle, var en belgisk ishockeyspelare. Han var med i det belgiska ishockeylandslaget som kom på åttonde plats i de Olympiska vinterspelen 1928 i Sankt Moritz. åtta år senare var han med i laget som kom på trettonde och sista plats i de Olympiska vinterspelen 1936 i Garmisch-Partenkirchen. Han deltog också under Olympiska sommarspelen 1936 i Berlin i grenen skulptur.